# 公子適
公子適，姬姓，名適，是衞敬公的儿子，衞昭公的弟弟。前426年公子亹杀死昭公自立为国君衞懷公，在位7年。前415年，公子適的儿子公孙颓杀死怀公而自立，为衞慎公。